# 南方同胞援護会
南方同胞援護会（なんぽうどうほうえんごかい）は、南方同胞援護会法（昭和32年法律第160号）に基づいて、かつて存在した日本の特殊法人である。略称は「南援」である。
日本政府に代わって、沖縄・小笠原問題の解決を図るために1956年（昭和31年）に設立された。当初は財団法人で、特殊法人に改組されたのは翌年の1957年（昭和32年）である。
「南方」という名称であるが、1959年（昭和34年）からは北方領土問題も手がけるようになった（1970年に、北方領土問題は北方領土問題対策協会が継承する）。
日米交渉の根回しや日本政府への提言などの他に、沖縄住民に対する各種援護事業を行うなど復帰運動に大きな役割を果たした。
1972年の復帰に伴い同会は廃止され、沖縄協会に事業は引き継がれた。

## 沿革
- 1956年11月15日　財団法人南方同胞援護会が設立。
- 1957年4月25日　南方地域返還キャンペーン「抱き取ろう、母国へ沖縄・小笠原」の標語が決まる。
- 1957年9月1日　特殊法人南方同胞援護会に改組。
- 1959年4月1日　北方領土問題にも事業を展開する。
- 1960年2月28日　北方領土返還キャンペーン「呼び返せ、父祖の千島を、歯舞を」の標語が決まる。
- 1966年3月10日　小笠原返還キャンペーン「国ぐるみ、熱意でかえせ、小笠原」の標語が決まる。
- 1967年3月30日　ドキュメント映画「沖縄―祖国への道」が完成。
- 1969年9月30日　ドキュメント映画「北方領土―それを拓いた人々」が完成。
- 1969年10月1日　北方領土問題対策協会発足により、北方領土関係事務を移譲。
- 1972年5月15日　沖縄返還。
- 1973年3月31日　当初の目的を達成したので解散。

## 事業内容
- 南方地域（沖縄・小笠原）に関する諸問題について調査研究
- 南方地域に関する諸問題について定期刊行物その他の印刷物の発行、講演会、講習会等の開催その他必要な啓蒙宣伝
- 南方地域に居住する日本国民に対する援護